# Emil Schomburg
Emil Heinrich Schomburg (* 26. Januar 1871 in Braunschweig; † 6. März 1928 ebenda) war ein deutscher lutherischer Geistlicher und Politiker.

## Leben
Schomburg, Sohn eines Lokomotivführers, besuchte die Klosterschule in Amelungsborn und studierte ab 1890 Theologie an den Universitäten Tübingen und Leipzig. 1893 legte er in Wolfenbüttel das erste theologische Examen ab. Nach erster Tätigkeit im Schuldienst, namentlich als Herzoglicher Seminarleiter am Lehrerseminar in Braunschweig (1894 bis 1901), bestand er 1896 das zweite theologische Examen. Er war von 1901 bis 1908 Pastor in Boffzen und Fürstenberg. In Verbindung mit Heinrich Sohnrey war er in dieser Zeit ein tätiger Förderer ländlicher Wohlfahrts- und Heimatpflege. 1908 wurde er als Pastor an St. Magni in Braunschweig berufen. Zugleich war er Religionslehrer am Martino-Katharineum. Als Seelsorger widmete er sich insbesondere den Nöten der Jugend sowie der einfachen Arbeiter. Durch seine 1910 offen geäußerte Kritik an der Aussperrung der Arbeiter im Baugewerbe geriet er in Konflikt mit dem Braunschweiger Arbeitgeberverband. Schomburg setzte sich zudem ab 1918 aktiv für eine strikte Trennung von Kirche und Staat sowie für eine Demokratisierung der Braunschweiger Landeskirche ein. Nach dem Ersten Weltkrieg arbeitete er als Mitglied der Verfassunggebenden Synode und des Landeskirchentags (bis 1925) an der Verfassung der Landeskirche mit. 1924 wurde er in die Kirchenregierung gewählt. Über Jahrzehnte galt Schomburg als unbestrittener geistiger und geistlicher Führer der Linksliberalen in der braunschweigischen Kirche. 1914 bis 1920 war er Schriftleiter des Braunschweiger Sonntagsblatts und redigierte die Zeitschrift Freier Christenglaube.
Neben seiner pastoralen Arbeit war Schomburg aktiver Mitarbeiter der Jugendbewegung (Wandervogel), Förderer des Jugendherbergswerks, Mitglied der Guttempler, deren Braunschweiger Sektion bis heute seinen Namen führt, sowie der Deutschen Friedensgesellschaft in Braunschweig. Politisch stark von Friedrich Naumann beeinflusst, wurde er Mitglied der Deutschen Demokratischen Partei. Ab 1917 und noch einmal kurz vor seinem Tod im Februar und März gehörte er dem braunschweigischen Landtag an.
Im Streit um die kirchliche Öffentlichkeitsarbeit schied Schomburg 1925 aus dem kirchlichen Dienst aus und wurde bis zu seinem Tode Leiter des neu geschaffenen Jugendamts der Stadt Braunschweig.

## Veröffentlichungen (Auswahl)
- mit Adolf Lichtenstein: Weihnachtsbüchlein für unsere Krieger im Felde Im Kriegsj. 1914 überreicht. Wollermann, Braunschweig 1914, OCLC 72715772.
- Kein schön’rer Tod ist in der Welt …. Für alle, die um Gefallene trauern. Zwißler, Wolfenbüttel 1917, OCLC 253448798.
- Der Wandervogel. Seine Freunde und seine Gegner. Wolfenbüttel 1917.
- Daß nicht vergessen werde … Erinnerungsblätter an Rudolf Sievers, den Mann und sein Werk. Wolfenbüttel 1921.